# Василий Семёнович (князь стародубский северский)
Василий Семёнович (ум. около 1517/1518) — последний князь князь Стародубский (северский) (1508−1517) из рода Рюриковичей (Можайская ветвь).

## Биография
Василий Тулуп был единственным сыном и наследником удельного князя и московского «слуги» Семена Ивановича (князя стародубского северского).
После смерти своего отца, Василий Семёнович Тулуп унаследовал обширное Стародубское княжество (Северское) (Стародуб Северский, Чернигов, Гомель, Любеч, Карачев и Хотимль).
В 1506 году князь Василий Семёнович женился на Марии Юрьевне Сабуровой, сестре первой жены великого князя московского Василия III Ивановича Соломонии Сабуровой (ок. 1490−1542), дочери Юрия Константиновича Сабурова.
Василий Семёнович участвовал в двух войнах с Великим княжеством Литовским в 1507−1508 и 1512−1522 годах.
Осенью 1507 года князья Василий Семёнович Стародубский и Василий Иванович Шемячич с московскими воеводами предприняли разорительный набег на пограничные литовские владения. Они отправились на выручку Михаилу Львовичу Глинскому, поднявшему мятеж против великого князя литовского Сигизмунда Ягеллона.
Несмотря на это, Василий Семёнович Стародубский испытывал сильную неприязнь к своему соседу князю Новгород-Северскому Василию Ивановичу Шемячичу и пытался оговорить его перед своим свояком, великим князем московским Василием III. Однако, в январе 1511 года Василий III в опасной грамоте на имя Василия Шемячича снял с него все обвинения в измене.
Весной 1512 года князья Василий Семёнович и Василий Иванович Шемячич на юге прикрывали от крымских татар тыл русской армии, готовившейся к походу на Смоленск. Вместе с ними находились московские воеводы.
В 1512 году князь Василий Семёнович был первым воеводой передового полка в русских войсках во время первого похода великого князя московского Василия III.
Весной 1513 года перед вторым походом Василия III на Смоленск служилые князья Василий Шемячич и Василий Стародубский со своими дружинами охраняли Северскую землю от нападений крымских татар.
Осенью 1514 года князья Василий Шемячич и Василий Стародубский разбили крымского калгу Мехмед Герая, который с войском вторгся в Северскую землю.
Весной 1515 года на владения Василия Семеновича Стародубского и Василия Ивановича Шемячича, когда князья отправились по вызову великого князя в Москву, напали крымские татары.
В июле 1517 года Василий Семёнович Стародубский прислал к великому князю московскому Василию III донос, в котором сообщалось о тайном сговоре Василия Шемячича с киевским воеводой Альбрехтом Гаштольдом. Якобы, Василий Шемячич предложил воеводе киевскому с татарскими царевичами напасть на Северскую землю, а сам должен перейти на литовскую сторону. Позднее донос подтвердил князь Фёдор Пронский, который был московским воеводой в Стародубе Северском. Летом 1517 года к Василию Шемячичу были отправлены доверенные лица Василия III, которые должны были расследовать это дело. Василий Шемячич прислал в Москву своего гонца и сообщил, что Василий Стародубский его оговорил.
В августе 1518 года по требованию Василия III северский князь Василий Шемячич ездил в Москву, где смог оправдаться во всех наветах, после чего вернулся в свой удел и изгнал Василия Стародубского. Согласно сообщению австрийского дипломата Сигизмунда Герберштейна, Василий Шемячич — «человек храбрый на войне и гроза татар» — довел Василия Стародубского «до последней крайности» и после изгнания последнего захватил его княжество.
В сентябре 1518 года в Крым сообщалось, что князь Василий Стародубский скончался. Его огромная вотчина, княжество Стародубское (Северское), было после этого присоединено великим князем московским Василием III к Русскому государству.